# Robert Burton (escritor)
Robert Burton (Lindley, Inglaterra; 8 de febrero de 1577 – Oxford, Inglaterra; 25 de enero de 1640) fue un clérigo y erudito inglés, profesor de la Universidad de Oxford, que ha pasado a la posteridad por su largo ensayo La anatomía de la melancolía (The Anatomy of Melancholy), considerado obra capital de las letras británicas.

## Vida
Nació en Lindley, Leicestershire, y pasó la mayor parte de su vida en Oxford, primero como alumno del Brasenose College y luego como fellow en el Christ Church College. En 1614 terminó los estudios de Teología y en 1616 fue nombrado vicario de la Iglesia de Santo Tomás, en Oxford.
En 1626, cuando ya había publicado la primera edición y la segunda de su Anatomía de la melancolía (1621 y 1624), Burton obtuvo el cargo de bibliotecario de Oxford, con el que pasó sus últimos días. Revisó y amplió el libro en cuatro ediciones más (1628, 1632, 1638 y la póstuma de 1641).
Se dedicó al estudio de una gran diversidad de temas, que posteriormente le permitirían escribir su magna obra, un largo estudio sobre la melancolía. Además de esta obra, Burton publicó Philosophaster, una comedia latina de corte satírico.
La obra se divide en tres partes, separadas en secciones, que a su vez se distribuyen en miembros (no en vano, es una anatomía) y que luego, otra vez, se dividen en subsecciones. En la primera trata sobre las causas de la melancolía, sus síntomas, el lugar del cuerpo afectado y otras digresiones, salpicadas de desesperación y humor: «Causas no necesarias, remotas, externas, adventicias o accidentales. En primer lugar, la nodriza». La segunda parte es un análisis sobre la cura de la depresión, con consejos dietéticos y farmacológicos. La tercera es un análisis pormenorizado sobre la melancolía de origen amoroso, una investigación sobre las relaciones de pareja y sobre el matrimonio. Cada parte finaliza con un largo aparato de notas, que en opinión de algún crítico contemporáneo puede leerse con placer de manera independiente.
Robert Burton reconoce haber escrito su Anatomía de la melancolía en gran parte como terapia contra su propia depresión, que padeció durante toda su vida, tal y como aclara en el prólogo de su obra:

«Nos rascamos donde pica». Yo estaba no poco molesto con esta enfermedad a la que llamaré mi Señora Melancolía, mi Egregia o mi Genio Maligno, malus genius. Y por esta causa, como aquel a quien le pica un escorpión, sacaría «un clavo con otro clavo», clavum clavo, calmaría el dolor con otro dolor, el ocio con el ocio…

La obra es considerada hoy en día como uno de los mayores monumentos de la época barroca, siendo una auténtica y genial síntesis de la cultura europea, pues a fin de cuentas resulta ser una gigantesca antología de textos clásicos. Ha sido admirada por Borges y John Keats, entre otros escritores modernos.

## Ideas importantes de la obra
El libro se abre con una singular "utopía melancólica", una imagen similar a Bacon o Campanella (a quienes cita), que haría de paliativo a esa tristeza.
En la densa obra hay un momento en que el autor hace una caracterización global de la melancolía. Afirma en ella que es una especie de océano de dolores y sufrimientos, constituyéndose en el ápice de todas las desdichas de la vida. No hay concretos dolores físicos, o tormentos, que alcancen o puedan provocar sus efectos. Los dolores que causa exceden a todo lo imaginable. Es la gran dolencia.
Se hace inevitable parangonar estos dictámenes del siglo XVII y compararlos con lo que es un lugar común en las apreciaciones del siglo XX, cuando se declara que es el trastorno psiquiátrico más generalizado del mundo contemporáneo (es «El resfriado de la psiquiatría»).
La singular labor de Burton estriba en haber caracterizado todas las modalidades de estado de ánimo, todas las disposiciones del hombre, apelando a un bagaje desmesurado de conocimientos médicos, psíquicos, psiquiátricos y farmacológicos. Sin dejar de lado los aportes de la filosofía, de la historia, de la botánica, de la geografía y de la madre de la química: la alquimia.
Las citas son cuantiosas, fundadas en textos antiguos. Su erudición es maravillosa, como Montaigne, con el que se le ha comparado. El goce de su lectura es paralelo al del francés. En nuestra época postfreudiana y cargada de conocimientos psicopatológicos y de corrientes terapéuticas diversas, se nos aparece como extraña y atractiva al tiempo, porque es una obra forjada en un concepto humanista de la psique.
La idea central de la melancolía estriba fundamentalmente, en la concepción renacentista del hombre y de su situación en el mundo. Y la interpretación de la melancolía ha de apelar a los conceptos antiguos sobre los «cuatro humores». Tales humores, según las concepciones de la antigüedad, determinan cuatro diferentes temperamentos, determinados fisiológicamente. Esta doctrina de los cuatro humores estuvo vigente hasta el siglo XVIII.
De acuerdo con ella las modalidades temperamentales responden a los «líquidos» predominantes en el organismo. Esos cuatro humores son: la bilis negra, la flema o mucosidad, la sangre y la bilis amarilla. Y a cada uno de ellos corresponde un temperamento definidamente caracterizado. Estos humores nunca actúan en equilibrio, que es lo que busca el médico con atenciones botánicas, dietéticas y prescripciones de sueño, paseos, etc.
El hombre que posee demasiado bilis negra ha de ser un melancólico. Flemático será aquel en quien predomine la flema. Un exceso de sangre determinará un temperamento sanguíneo y un predominio de bilis amarillas producirá un colérico.
La melancolía se tornaba enfermiza en el momento en que la bilis negra, concentrada en el bazo, se juntaba excesivamente, tornándose espesa y ácida. Por esto, se «descomponía». Los efectos de la melancolía no permanecían en el plano emocional sin que derivaban a multiformes aspectos de la salud. Lo marcadamente psíquico derivaba hacia lo somático. Podía terminar, asimismo en locura o en lo que hoy definimos como epilepsia. Con un concepto más que actual, el enfoque de Burton era psicosomático.
Cuando se leen sus descripciones se piensa en todos los trastornos somáticos de las «depresiones enmascaradas» que hoy, en el siglo XXI, se oyen en consultorios y centros sanitarios. La persona no padece trastornos físicos pero hacia ellos derivan los trastornos depresivos encubiertos.
Las causas, en Burton, son de lo más variadas. Puede ser tanto una intervención divina, cuanto una determinada constelación astrológica. Habla también —ya antes se mencionó— de dietas incorrectas, en cantidad o calidad. No deja de señalar la toxicidad del estreñimiento crónico, la irregularidad de las menstruaciones, o los desarreglos de la vida sexual.
Una fantasía viva y desatada, también puede arrastrar a la melancolía. Y todos los desórdenes del «amor».
En suma, encontramos en sus enumeraciones todas aquellas patologías que hoy, en términos de la medicina contemporánea, son atribuibles al estrés. Para Burton esta dolencia se encuentra por doquier y la padece, de alguna manera, toda la sociedad. El mundo está «trastornado» y todos somos de alguna manera, melancólicos.